# مارتينا ماكبرايد
مارتينا ماريا شيف (بالإنجليزية: Martina Mariea Schiff)‏. (مواليد 29 يوليو 1966 في مدسن لودج، كانساس بالولايات المتحدة). هي مغنية أمريكية ومؤلفة أغاني لموسيقى الكنتري تعرف باسم مارتينا مكبرايد.
اشتهرت بموسيقاها التي تناولت الإلهامية والتي تناولت على وجه الخصوص قصائد حول المرأة والطفولة، مكبرايد أطلق عليها لقب «سيلين ديون موسيقى الريف»، نظراً لنوعية صوتها القريب من السوبرانو.
مكبرايد متزوجة من مهندس الصوت «مارتن مكبرايد» ولديهما 3 بنات.
حصلت مكبرايد على عدد من الجوائز الموسيقية بينها جائزة جمعية موسيقى الريف 1994 Independence Day كفيديو العام، وجائزة أكاديمية موسيقى الريف في الأعوام 2001، 2002 و2003 كأفضل صوت نسائي، إضافة لجائزة الموسيقى الأمريكية في 2003 كأفضل فنانة لموسيقى الريف.

## ديسكوغرافيا
- 1992: The Time Has Come
- 1993: The Way That I Am
- 1995: Wild Angels
- 1997: Evolution
- 1998: White Christmas
- 1999: Emotion
- 2001: Greatest Hits
- 2003: Martina
- 2005: Timeless
- 2007: Waking Up Laughing
- 2009: Shine